# Anna Nagata
Anna Nagata (永田 杏奈, Nagata Anna) est une actrice japonaise née le 29 mars 1982 au Japon. 
Son premier rôle est le personnage de Hirono Shimizu dans Battle Royale (aux côtés de Kou Shibasaki) puis La Mort en ligne où elle incarne Yoko Okazaki, avec de nouveau Kou Shibasaki comme partenaire (elles sont d'ailleurs amies).
Elle est un célèbre mannequin et une grande femme avec beaucoup de style.
Sa dernière apparition est récente puisqu'il s'agit d'un rôle dans la série télévisée Kamen Rider Kabuto en 2006.